# Lawford
Lawford – wieś w Anglii, w hrabstwie Essex, w dystrykcie Tendring. Leży 45 km na północny wschód od miasta Chelmsford i 95 km na północny wschód od Londynu.